# ラファエル・サバチニ

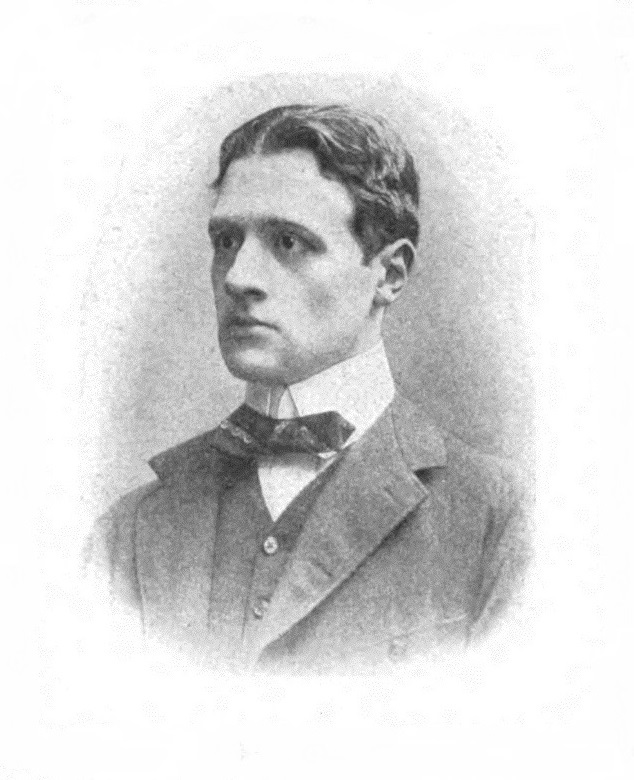
ラファエル・サバチニ

ラファエル・サバチニ（Rafael Sabatini、1875年4月29日 - 1950年2月13日、サバティーニ表記もある）は、イタリア、イェージ生まれのイギリスの小説家。『スカラムーシュ』『キャプテン・ブラッド』などの歴史小説で知られる。
イタリア人の父とイギリス人の母の間に生まれる。両親ともオペラ歌手で、後に教師となった。
イングランドで祖父と同居し、ポルトガルとスイスの学校に通ったことで彼は、若くして多くの言語にさらされ、17歳にして5か国語をマスターしていたとされる。イングランドに定住するために戻った彼は急速に第6の言語、英語を身につけた。
1890年代から短編を書き始め、最初の小説は1902年に出版された。1904年に出版された『居酒屋の騎士』以後次々と歴史小説を発表。初期の作品の中で最も有名なものは1915年の『海鷹』（The Sea Hawk）である。しかし作品はヒットせず、長く不遇の時代を過ごしたが、1921年の『スカラムーシュ』（Scaramouche）の大ヒットによって国際的なベストセラー作家になった。また1922年に発表した『キャプテン・ブラッド』（Captain Blood）は同じく大ヒット作となった。これにより初期の作品の全てが再版された。
1905年にルス・ゴード・ディクスンと結婚。その後離婚して、1935年にクリスティーヌ・ディクスンと再婚し、イギリス市民となってヘレフォードシャーのクリフォードに住んだ。
サバチニは多作でも知られ、ほぼ毎年、新しい本をプロデュースした。31編の小説、8つの短編集、6冊のノンフィクション本、また多くの単行本未収載の短編や芝居をプロデュースしている。「スカラムーシュ」や「キャプテン・ブラッド」のような大ヒット作を世に現すことはなかったが、続く10年間、人気作家であり続けた。1940年代になると、病気のためにそれまでよりも執筆のペースは遅くなったものの、執筆をやめることはなかった。
1950年2月13日、スイスで死去。スイスのアデルボーデンに埋葬された。
『海鷹』は1940年に、『キャプテン・ブラッド』は1935年、1950年に、『スカラムーシュ』は1923年、1952年に映画化されている。

## 作品

### スカラムーシュ・シリーズ
- 『スカラムーシュ』Scaramouche (1921)
- Scaramouche the King-Maker (1931)

### キャプテン・ブラッド・シリーズ
- Tales of the Brethren of the Main （1920–1921年にPremier Magazine誌に発表された短編小説シリーズ。短編の内の2作は、Captain Blood Returnsに収められている）
- 『キャプテン・ブラッド』Captain Blood （または、Captain Blood:His Odyssey）(1922)
- Captain Blood Returns （または、The Chronicles of Captain Blood）(1931)（収録作品の内、The Treasure Shipは、2004年に独立して単行本化）
- The Fortunes of Captain Blood (1936)

長編3作の、Captain Blood、Captain Blood Returns、The Fortunes of Captain Bloodは、ストーリー上の繋がりはない。各短編は、これらの作品の時代を舞台にしている。

### その他の長編
- The Lovers of Yvonne （または、The Suitors of Yvonne）(1902)
- 『居酒屋の騎士』The Tavern Knight (1904)
- Bardelys the Magnificent (1906)
- The Trampling of the Lilies (1906)
- Love-At-Arms:Being a narrative excerpted from the chronicles of Urbino during the dominion of the High and Mighty Messer Guidobaldo da Montefeltro (1907)
- The Shame of Motley (1908)
- St. Martin's Summer （または、The Queen's Messenger）(1909)
- Mistress Wilding （または、Anthony Wilding）(1910)
- The Lion's Skin (1911)
- The Strolling Saint (1913)
- The Gates of Doom (1914)
- 『海鷹』The Sea Hawk (1915)
- The Snare (1917)
- Fortune's Fool (1923)
- The Carolinian (1924)
- Bellarion the Fortunate (1926)
- The Nuptials of Corbal (1927)
- The Hounds of God (1928)
- The Romantic Prince (1929)
- The Reaping (1929)
- The King's Minion （または、The Minion）(1930)
- The Black Swan (1932)
- The Stalking Horse (1933)
- Venetian Masque (1934)
- Chivalry (1935)
- The Lost King (1937)
- The Sword of Islam (1939)
- The Marquis of Carabas （または、Master-At-Arms）(1940)
- Columbus (1941)
- King In Prussia （または、The Birth of Mischief）(1944)
- The Gamester (1949)

### 短編集
- The Justice of the Duke (1912)
- The Banner of the Bull (1915)
- Turbulent Tales (1946)（カリオストロ伯爵を題材にした作品と、キャプテン・ブラッド1作を含む）

### 没後刊行作品集
- Saga of the Sea (1953)（The Sea Hawk, The Black Swan, Captain Bloodのオムニバス)
- Sinner, Saint And Jester:A Trilogy in Romantic Adventure (1954)（The Snare, The Strolling Saint, The Shame of Motleyのオムニバス）
- In the Shadow of the Guillotine (1955)（Scaramouche, The Marquis of Carabas, The Lost Kingのオムニバス）
- A Fair Head of Angling Stories (1989)
- The Fortunes of Casanova and Other Stories (1994)（1907–1921,1934年発表からのオリジナル編集）
- The Outlaws of Falkensteig (2000)（1900–1902年発表からのオリジナル編集）
- The Camisade:And Other Stories of the French Revolution (2001)（1900–1916年発表からのオリジナル編集）

### 戯曲
- The Tyrant:An Episode in the Career of Cesare Borgia, a Play in Four Acts (1925)

### 編著アンソロジー
- A Century of Sea Stories (1935)
- A Century of Historical Stories (1936)

### ノンフィクション
- The Life of Cesare Borgia (1912)
- Torquemada and the Spanish Inquisition:A History (1913)
- The Historical Nights' Entertainment (1917)
- The Historical Nights' Entertainment – Series 2 (1919)
- The Historical Nights' Entertainment – Series 3 (1938)
- Heroic Lives (1934)

## 日本語訳作品

### 長編
- 『スカラムツシユ』（小田律訳、改造社、世界大衆文学全集27） 1928
- 『スカラムツシユ』（細谷孝二郎編、大東出版社、あかね叢書15） 1939
- 『スカラムーシュ』（大久保康雄訳、三笠書房、百万人の世界文学2） 1953
- 『スカラムーシュ』（大久保康雄訳、東京創元社、世界大ロマン全集39） 1958
- 「スカラムーシュ」（石川光男文、小学館『少年少女世界の名作文学17 - アメリカ編8』に収載） 1967
- 『スカラムーシュ』（大久保康雄訳、創元推理文庫） 1971.6、のち新版 1996.5
- 『スカラムーシュ』上・下（加島祥造訳、潮出版社、潮文庫） 1971
- 『スカラムーシュ』（加島祥造訳、第三文明社、レグルス文庫） 1991.3
- 『スカラムーシュ』上・下（加島祥造訳、潮出版社、潮文学ライブラリー） 2000.12

### 短編
- 「カザノヴァのアリバイ」（Casanova's Alibi 、日本版EQMM 1958/8 No.26）
- 「時の主」（The Lord of Time 、創元推理文庫）

### ジュブナイル
- 『紅バラの騎士 - スカラムッシュ』（大林清訳、偕成社、世界名作文庫） 1954
- 『海のたか』（The Sea Hawk(1915)、講談社）